# Ambassis agassizii
Ambassis agassizii är en fiskart som beskrevs av Steindachner, 1867. Ambassis agassizii ingår i släktet Ambassis och familjen Ambassidae. IUCN kategoriserar arten globalt som otillräckligt studerad. Inga underarter finns listade i Catalogue of Life.